# Așanivka, Drabiv
Așanivka (în ucraineană Ашанівка) este un sat în comuna Velîkîi Hutir din raionul Drabiv, regiunea Cerkasî, Ucraina.

## Demografie
Componența lingvistică a localității Așanivka
     Ucraineană (96,77%)
     Rusă (3,23%)
Conform recensământului din 2001, majoritatea populației localității Așanivka era vorbitoare de ucraineană (96,77%), existând în minoritate și vorbitori de rusă (3,23%).